# منتخب الاتحاد السوفيتي لكرة الماء
منتخب الاتحاد السوفيتي الوطني لكرة الماء هو المنتخب الذي كان يمثل الاتحاد السوفيتي في منافسات كرة الماء للرجال، كان من أقوى منتخبات هذه الرياضة حيث تمكن الفوز ب7 ميداليات أولمبية منها ميداليتين ذهبيتين، كما فاز مرتين ببطولة العالم ومرتين ببطولة الفينا، اشتهر هذا المنتخب بحادثة مباراة الدماء عندما كان يلعب ضد منتخب المجر الوطني لكرة الماء في دورة الألعاب الأولمبية الصيفية 1956 في ملبورن في أستراليا.